# Au voleur ! (film, 1901)
 (juillet 2025).
Pour plus de détails, voir Fiche technique et Distribution.
Au voleur ! (Stop Thief!) est un film britannique réalisé par James Williamson, sorti en 1901.

## Fiche technique
- Titre original : Stop Thief!
- Titre français : Au voleur ! ou Au voleur, arrêtez-le !
- Réalisation : James Williamson
- Pays d'origine :  Royaume-Uni
- Format : 35 mm à 2 jeux de 4 perforations Edison par photogramme, noir et blanc, muet
- Société de production : Williamson's Kinematograph Company Ltd
- Genre : Film d'action
- Durée : 2 minutes
- Date de sortie : 1901

## Distribution
- Sam Dalton : le vagabond

## Analyse
C'est le premier des Chase Films (films de poursuites) imaginés par les cinéastes britanniques de l'École de Brighton.